# Cratere Cankuzo
Cankuzo  è un cratere sulla superficie di Marte.